# Woodstock (wieś w Vermont)
Woodstock – wieś (village) w Stanach Zjednoczonych, w stanie Vermont, w hrabstwie Windsor, w gminie (town) Woodstock.